# Chaffee
Chaffee és una població dels Estats Units a l'estat de Missouri. Segons el cens del 2000 tenia 3.045 habitants.

## Demografia
Segons el cens del 2000, Chaffee tenia 3.044 habitants, 1.267 habitatges, i 824 famílies. La densitat de població era de 664 habitants per km².
Dels 1.267 habitatges en un 32,3% hi vivien nens de menys de 18 anys, en un 46,8% hi vivien parelles casades, en un 15,1% dones solteres, i en un 34,9% no eren unitats familiars. En el 32,7% dels habitatges hi vivien persones soles el 18,4% de les quals corresponia a persones de 65 anys o més que vivien soles. El nombre mitjà de persones vivint en cada habitatge era de 2,36 i el nombre mitjà de persones que vivien en cada família era de 2,96.
Per edats la població es repartia de la següent manera: un 25,2% tenia menys de 18 anys, un 9,9% entre 18 i 24, un 25,1% entre 25 i 44, un 21,4% de 45 a 60 i un 18,4% 65 anys o més.
L'edat mitjana era de 38 anys. Per cada 100 dones de 18 o més anys hi havia 78,6 homes.
La renda mitjana per habitatge era de 27.076 $ i la renda mitjana per família de 34.671 $. Els homes tenien una renda mitjana de 27.576 $ mentre que les dones 18.873 $. La renda per capita de la població era de 16.554 $. Entorn del 12,9% de les famílies i el 16,2% de la població estaven per davall del llindar de pobresa.

## Poblacions més properes
El següent diagrama mostra les poblacions més properes.